# Down the Shore
Down the Shore (Brasil: Segredos Mortais ) é um filme de suspense produzido independentemente nos Estados Unidos, dirigido por Harold Guskin e lançado em 2011.